# 布雷德福特

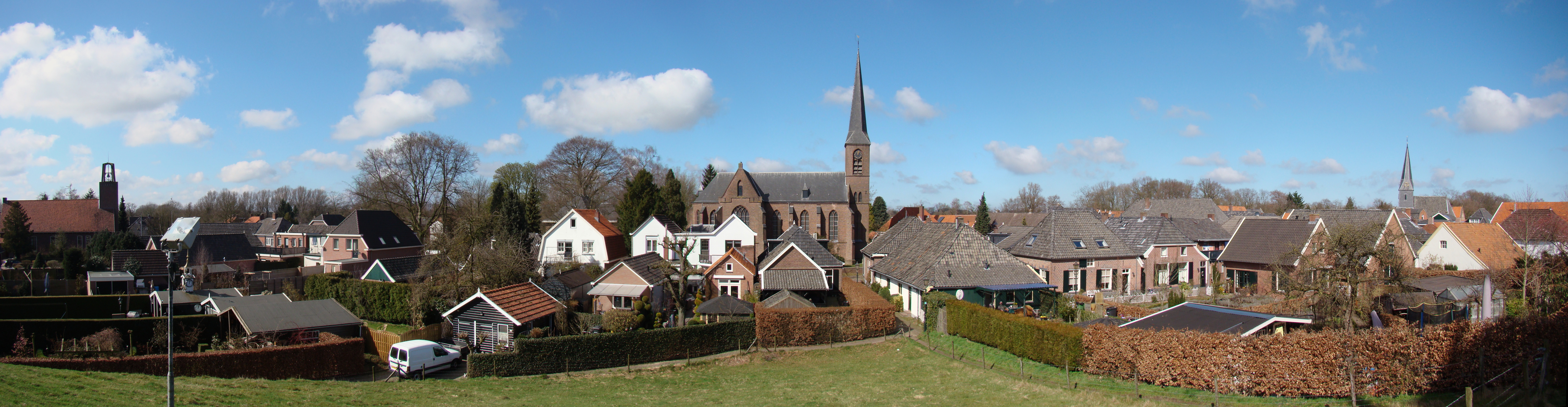

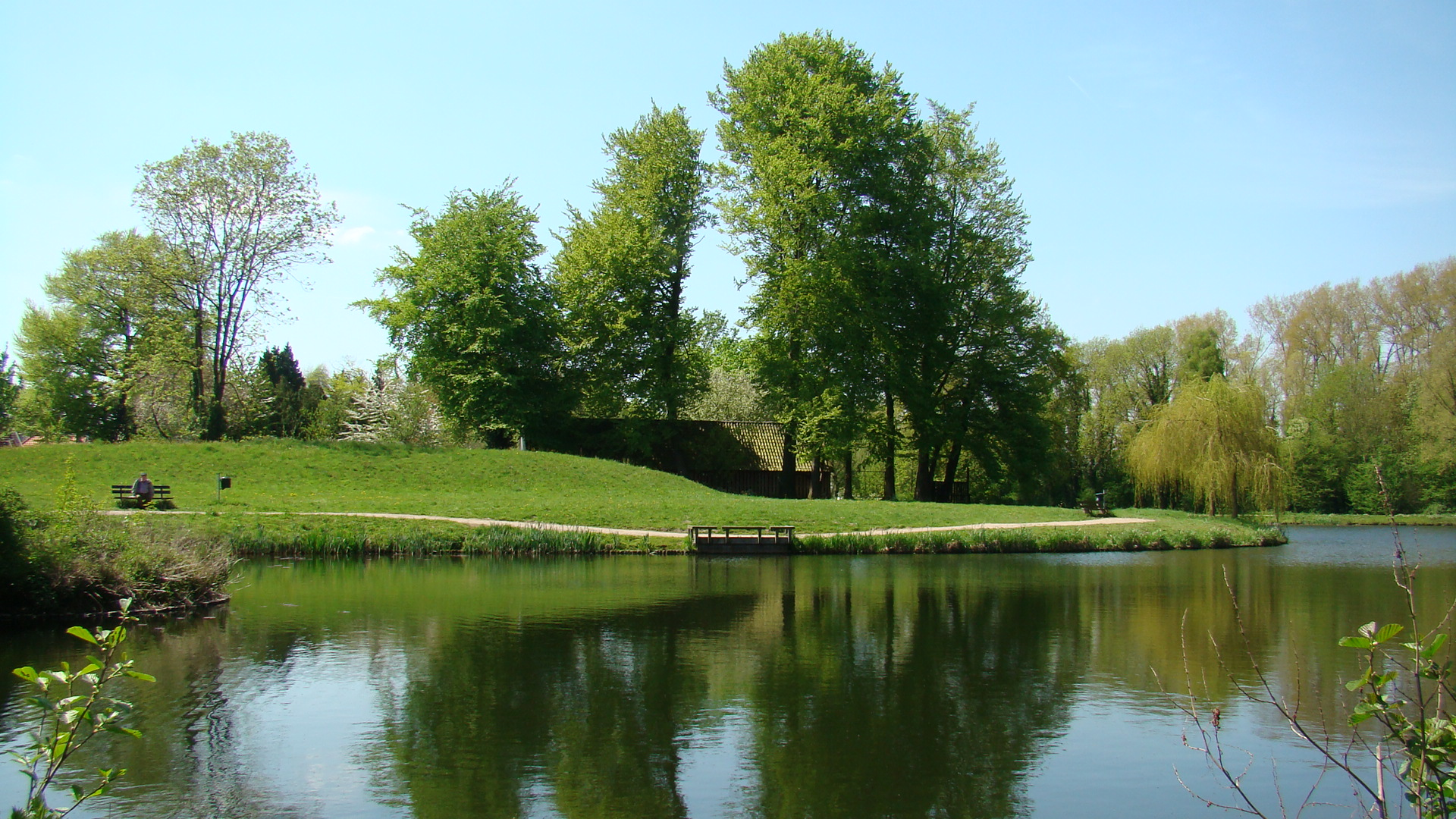

布雷德福特（荷兰语：Bredevoort）是荷蘭的城鎮，位於該國東部，由海爾德蘭省負責管轄，毗鄰與德國接壤的邊境，距離博霍爾特約12公里，海拔高度27米，2008年人口1,525。

## 外部連結
- official website of Bredevoort （页面存档备份，存于）
- Bredevoort booktown （页面存档备份，存于）
- windmill Prins van Oranje
- Gondola festival in Bredevoort
- Heerlijkheid Bredevoort, with historic items （页面存档备份，存于）
- Reconstructions old Bredevoort'

51°57′N 6°37′E / 51.950°N 6.617°E